# 1498年
| 千纪： | 2千纪 |
| 世纪： | 14世纪 \| 15世纪 \| 16世纪                                                                                 |
| 年代： | 1460年代 \| 1470年代 \| 1480年代 \| 1490年代 \| 1500年代 \| 1510年代 \| 1520年代                           |
| 年份： | 1493年 \| 1494年 \| 1495年 \| 1496年 \| 1497年 \| 1498年 \| 1499年 \| 1500年 \| 1501年 \| 1502年 \| 1503年 |
| 纪年： | 戊午年（马年）；明弘治十一年；越南景統元年；日本明應七年                                                   |

## 大事记
- 3月2日——葡萄牙探險家瓦斯科·達·伽馬首次到訪非洲東南部的莫三比克島。
- 5月20日——瓦斯科·達·伽馬抵达印度卡利库特。
- 5月23日——佛羅倫斯統治者吉羅拉莫·薩佛納羅拉因批評教宗而被處決。
- 7月——戊午士禍，因《成宗實錄》影射朝鮮端宗被朝鮮世祖篡位而引發。
- 7月31日——克里斯托弗·哥倫布在他第三次前往西半球的航程中，成為第一個發現千里達島的歐洲人。
- 8月1日——哥倫布發現奧里諾科河河口。
- 8月4日至12日——哥倫布探索帕里亞灣。
- 8月17日——切薩雷·波吉亞自請還俗卸下神職，同日被法國國王路易十二冊封為瓦倫提諾公爵（Duke of Valentinois），封地於瓦朗斯（Valence）。
- 9月20日——日本南海海槽發生明應地震，死亡約3萬人。

## 逝世
- 4月7日︰查理八世，法國瓦盧瓦王朝國王。（1470年出生）